# Satoshō
Satoshō (里庄町?) è una cittadina giapponese della prefettura di Okayama.